# Aquila (släkte)
Aquila är ett släkte som tillhör familjen hökar och som omfattar ett antal större rovfåglar som alla kallas örnar. Örnar är inte ett taxonomisk begrepp utan används för att beskriva större rovfåglar som inte nödvändigtvis är nära besläktade.
Det utmärks genom stora och breda vingar samt en ganska stark, från roten avsmalnande näbb, som har övre och undre kanterna parallella. Näsborrarna är tvärställda och fötterna fjäderklädda på hela främre sidan. Arterna i släktet vistas i bergiga skogstrakter, några även i lundar och lövträdsdungar. De lever av små däggdjur och fåglar, men förtär även, i synnerhet vintertid, döda djur.
Arterna bygger mycket stora och platta bon på klippor eller i höga träd. Honan ruvar äggen ensam.

## Taxonomi
Aquila tillhör en grupp med närbesläktade släkten av "typiska" örnar i Hieraaetus, Lophaetus och Ictinaetus. Uppdelningen av dessa släkten har tidigare varit omdiskuterad, men efter DNA-studier råder relativ konsensus kring taxonomin. 
Följande arter placeras numera i Aquila:
- Stäppörn (Aquila nipalensis)
- Savannörn (Aquila rapax)
- Kejsarörn (Aquila heliaca)
- Spansk kejsarörn (Aquila adalberti)
- Skogsörn (Aquila africana) – tidigare i Spizaetus
- Kuskusörn (Aquila gurneyi)
- Kilstjärtsörn (Aquila audax)
- Kungsörn (Aquila chrysaetos)
- Klippörn (Aquila verreauxii)
- Afrikansk hökörn (Aquila spilogaster) – tidigare i Hieraaetus
- Hökörn (Aquila fasciata) – tidigare i Hieraaetus

En förhistorisk art utdöd under holocen, tyrrenörn (Aquila nipaloides), finns också beskriven.
Följande arter har tidigare placerats i släktet:
- Ödleörn (Hieraaetus wahlbergi)
- Fläckörn (Hieraaetus ayresii)
- Pygméörn (Hieraaetus weiskei)
- Dvärgörn (Hieraaetus pennatus)
- Småörn (Hieraaetus morphnoides)
- Större skrikörn (Clanga clanga)
- Mindre skrikörn (Clanga pomarina)
- Indisk skrikörn (Clanga hastata)
- Rödbukig örn (Lophotriorchis kienerii)